# Nah am Feuer
Nah am Feuer ist das 7. Studioalbum der deutschen Schlagersängerin Andrea Berg. Es wurde im April 2002 veröffentlicht.

## Produktion
Produziert und arrangiert wurde das Album von Eugen Römer, der auch schon die bisherigen Studioalben von Andrea Berg produziert hatte. Das Coverbild und die Bilder im Booklet stammen von Manfred Esser. Die meisten Texte stammen von Joachim Horn-Bernges, wobei auch Andrea Berg, Irma Holder und Norbert Hammerschmidt einzelne Songtexte beitrugen. Der Komponist aller Lieder ist Eugen Römer. Das Album wurde im Moonlight Studio gemischt und das Mastering fand im Sound Studio N statt. Das Album wurde sowohl von Ariola als Cassette, als auch von Sony BMG als CD veröffentlicht. Nach dem Erfolg der CD vereinbarten Andrea Berg und Eugen Römer eine weitere Zusammenarbeit um fünf Jahre. Dies wurde in Zeiten kurzatmiger A&R-Strategien als ein bemerkenswerter Vorgang von der Fachpresse angesehen.

## Titelliste
| #  | Titel                           | Autor(en)                          | Produzent(en) | Länge |
| -- | ------------------------------- | ---------------------------------- | ------------- | ----- |
| 1  | Geh doch, wenn du sie liebst    | Eugen Römer, Andrea Berg           | Eugen Römer   | 3:17  |
| 2  | Nah am Feuer                    | Eugen Römer, Joachim Horn-Bernges  | Eugen Römer   | 3:04  |
| 3  | Wirst du’s in meinen Augen sehn | Norbert Hammerschmidt, Eugen Römer | Eugen Römer   | 3:01  |
| 4  | Regenbogen                      | Eugen Römer, Joachim Horn-Bernges  | Eugen Römer   | 3:48  |
| 5  | Stimme der Nacht                | Irma Holder, Eugen Römer           | Eugen Römer   | 3:02  |
| 6  | Auch heute noch                 | Eugen Römer, Joachim Horn-Bernges  | Eugen Römer   | 4:37  |
| 7  | Mich schaffst du nicht          | Eugen Römer, Joachim Horn-Bernges  | Eugen Römer   | 3:58  |
| 8  | Auch heute noch                 | Eugen Römer, Joachim Horn-Bernges  | Eugen Römer   | 4:37  |
| 9  | Rendezvous mit dem Wind         | Eugen Römer, Joachim Horn-Bernges  | Eugen Römer   | 3:58  |
| 10 | Ich weiß es noch                | Eugen Römer, Joachim Horn-Bernges  | Eugen Römer   | 3:43  |
| 11 | Zauberer wie du                 | Eugen Römer, Joachim Horn-Bernges  | Eugen Römer   | 3:24  |
| 12 | Ganz egal                       | Eugen Römer, Joachim Horn-Bernges, | Eugen Römer   | 4:20  |
| 13 | Damals                          | Eugen Römer                        | Eugen Römer   | 1:57  |

## Rezeption

### Chartplatzierungen
| ChartsChartplatzierungen | Höchstplatzierung | Wochen |
| ------------------------ | ----------------- | ------ |
| Deutschland (GfK)        | 18 (28 Wo.)       | 28     |
| Österreich (Ö3)          | 26 (34 Wo.)       | 34     |

### Auszeichnungen für Musikverkäufe
| Land/Region        | Auszeichnungen für Musikverkäufe (Land/Region, Auszeichnung, Verkäufe) | Verkäufe |
| ------------------ | ---------------------------------------------------------------------- | -------- |
| Deutschland (BVMI) | Gold                                                                   | 150.000  |
| Österreich (IFPI)  | Gold                                                                   | 10.000   |
| Insgesamt          | 2× Gold ·                                                              | 160.000  |